# Бриджуотер (Новая Шотландия)
Бриджуотер (англ. Bridgewater) — городок в Канаде, в провинции Новая Шотландия, в составе графства Луненберг.

## Население
По данным переписи 2016 г., население городка насчитывало 8532 человека, показав рост на 3,5 % по сравнению с 2011-м годом. Средняя плотность населения составляла 625,9 чел / км².
Из официальных языков Канады обоими одновременно владели 650 жителей, только английским — 7670, и 5 не владели ни одним из этих двух. Всего 215 человек считали родным языком не относящийся к официальным языкам Канады, из них 5 — украинский.
Трудоспособное население составляло 54,9 % всего населения, уровень безработицы — 8,9 % (9,7 % среди мужчин и 8,2 % среди женщин). 90,8 % лиц были наемными работниками, а 6,8 % — самозанятыми .
Средний доход на человека составлял $ 35 025 (медиана $ 27 160), при этом для мужчин — $ 41 594, а для женщин $ 29 593 (медианы — $ 34 148 и $ 23 076 соответственно) .
25,3 % жителей имели законченное школьное образование, не имели законченного школьного образования — 23,4 %, 51,3 % имели послешкольное образование, из которых 29 % имели диплом бакалавра, или выше, 20 человек имели ученую степень .

## Климат
Средняя годовая температура составляет 6,9° C, средняя максимальная — 23,1° C, а средняя минимальная — −10,6° C. Среднее годовое количество осадков — 1502 мм.